# 中華民國陸軍機械化步兵第二六九旅
陸軍機械化步兵第二六九旅（英語：269 Mechanized Infantry Brigade），為中華民國國軍駐守於桃園市的陸軍部隊，編配在陸軍第六軍團指揮部。隊名「雄獅部隊」。前身為陸軍步兵第二六九師，在精實案解編前本師師部曾長期駐防在桃園楊梅，因此又有「楊梅師」之稱。

## 沿革

### 大陸時期
國民政府主席蔣中正提出「一寸山河一寸血，十萬青年十萬軍」，國民政府號召知識青年，踴躍從軍，提高軍隊素質。1944年12月，總共有一十二萬五千五百名知識青年經甄選合格後陸續入營，共编3个军9个师（207師為獨立師）。由美国政府供應全新的美式装备，由國民政府軍事委員會分別在雲南、貴州、廣西、湘西训练，由美軍军官担任教练，命名为青年远征军（简称青年军）。有一部分兵员补充给中国远征军。
- 1945年1月1日，於雲南曲靖編成「中國青年軍第二〇七師」，首任師長方先覺中將。

第二〇七師在東北從三個團一再擴編為三旅九團，全師35000人，全體士兵皆具有中學或以上學歷，各級軍官具大學學歷占三分之一以上，誓死效忠三民主義，為當時國軍中少有的為主義和信仰而戰鬥的軍隊。
抗戰勝利後，除羅友倫第二〇七師奉命出關剿共，其餘第二〇一師至第二〇九師八個師大部復員。

### 戡亂（台灣）時期
- 1949年，由上海轉進至臺灣新竹整補，隸屬陸軍第六軍。
- 1949年9月，陸軍步兵第二〇七師上校副師長周中峰及上校團長江學海，率領該師620團及621團之第一營，與師搜索連進駐馬祖南竿與北竿塘擔任防務。該師屬東南軍政長官公署建制部隊，多由青年學生編組而成，年輕力壯，儀容整齊，協同海軍巡防處戍守各島，並成立「馬祖指揮部」。由海軍巡防處上校處長關鏞兼任指揮官，周中峰為副指揮官，此即馬祖正式駐軍之始，隸屬「台灣警備司令部」。
- 1952年，與陸軍步兵第三六三師併編為陸軍步兵第六九師，轄第205、206、207團，駐台北圓山、林口、竹圍等地。
- 1954年6月，首次移駐金門金中地區（金中師），師部駐瓊林，師長何俊少將，後由俞伯音上校接任[5]。
- 1954年7月1日，執行天山專案改隸第七軍。
- 1956年，輪調返台
- 1958年4月，二度調防金門駐守太武地區（機動師），師部位於太武山東坑道，所屬第206團外遣金西守備區，第274炮兵營駐前埔、第275炮兵營駐榜林、第276炮兵營駐塔後。師長曹傑上校適逢八二三砲戰，擔任金防部總預備隊。後師部移駐呈下，師長由常持琇上校接任。
- 1959年國軍正式啓用部隊團體臂章，規範步兵師的部隊徽爲盾牌外形，具有「團結鞏固、精實能力」之意，第69師遂推出雄獅盾形臂章，一直沿用到1969年。（823金門炮戰發生後，上級稱讚第69師官兵「奮勇作戰，有如雄獅般的威猛」，第69師政治作戰軍官靈機一動，索性以獅吼圖案爲部隊隊徽，以雄獅爲隊名，這就是「雄獅部隊」的由來。）

### 前瞻時期
- 1959年，實施前瞻案，改編為前瞻師。興建金門最早的「八二三砲戰勝利紀念碑」，又稱為「勝利雄碑」，「勝利雄碑」高約六公尺，寬約一點五公尺，同年的九三軍人節由當時的金防部司令官劉安祺中將主持揭幕。
- 1960年，執行嘉陵演習，與陸軍步兵第九二師(飛鷹部隊)輪調，部隊奉令輪調返台。
- 1961年3月，進駐台北地區，擔任衛戍師。
- 1961年12月，三度移防金門駐金東地區（金東師），師部位於屏東，師長袁子濬少將，後為丁恩元少將。
- 1962年11月2日，奉總統蔣中正的指示，負責開鑿擎天廳與鵲山坑道。當時擔任陸軍六十九師師長袁子濬少將率官兵千餘人，採三班制，不分晝夜地趕工，以炸藥、簡易機械工具及雙手開鑿，於1963年7月竣工，完成一長50公尺、寬18公尺、高11公尺，可容納千餘人的大廳，前後費時不到一年。當時提供工程技術指導的人，是時任國立成功大學工學院長的羅雲平教授。
- 1964年3月，移防回台。
- 1964年11月，再度進駐台北地區，擔任衛戍師任務。
- 1966年11月，四度移防金門駐守金西地區（金西師），師部位於鎮西，師長馬立維少將，後為宋心濂少將。
- 1968年11月，移防回台，進駐台南新化虎頭碑、知母義等地。

### 嘉禾時期
- 1969年，實施嘉禾一號專案，成爲重裝師試驗部隊，廢團改旅，改編裝為陸軍野戰重裝步兵師，轄第205、206、207三個步兵旅，各旅建制三個步兵營；師炮兵增設炮兵指揮部，擴編爲三個105榴炮營與一個155榴炮營，番號依次爲第273、274、275及276營；支援指揮部下設衛生營、保養營與補給運輸營。過去本島所謂「北部269、南部333」，是陸軍阿兵哥認為艱苦的師級單位。
- 1969年8月，首批率先接收國造57式步、機槍裝備換裝的部隊。
- 1970年，編成裝甲騎兵連，配備7輛美制M18坦克殲擊車。
- 1971年5月，執行迅捷演習五度移防金門駐守金西地區（金西師），師部位於鎮西，師長蕭而光少將。
- 1973年，再度移防返台，從此再無駐防金門。
- 1974年，增編防炮連，配屬12輛M42A1式40毫米雙管自行高炮。
- 1976年8月，實施嘉禾二號專案，師戰車營779營編成。
- 1976年1月，變更番號為陸軍步兵第六五師。
- 1976年8月16日，變更番號為陸軍步兵第二六九師，下轄步兵旅番號改成第805、806、807旅，炮兵營番號改爲第1073、1074、1075、1076營。首度駐防北竿，師長程邦治少將，所屬第779戰車營並未隨行，而是全員全裝移防澎湖。
- 1978年8月，外島駐滿兩年執行蓬萊演習移防回台，師部駐防楊梅高山頂營區，改由陸軍步兵第一九三師接手防務，而駐防澎湖的第779營也由陸軍步兵第一九三師的第782戰車營接防。
- 1979年11月，執行漢陽演習全國實兵防衛作戰演訓。

### 陸精時期
- 1980年5月1日，實施陸精一號專案，師戰車779營撥交六軍團編成戰車704群（由226師773營、168師778營、269師779營合編）駐紮桃園（凌雲崗營區），同時將裝甲騎兵連改編爲戰車搜索連，下轄連部、4個戰車排、搜索排與支援排，編制M24輕型坦克18輛。
- 1980年5月，執行「長泰演習」實兵對抗，由林思聰少將指揮，副師長由孫遼夫上校及于得貴少將擔任，演習結果獲得壓倒性勝利。
- 1980年7月，再度和陸軍步兵第一九三師輪調，二度駐防北竿接手防務，師長戴鍔少將、孫遼夫少將。
- 1982年8月，執行遼寧演習，陸軍步兵第一九三師回防北竿接手防務，陸軍步兵第二六九師奉令內運回台。
- 1983年6月，執行「長風演習」，與海軍陸戰隊陸戰第九九師進行師對抗。
- 1984年3月16日，實施陸精四號專案，改編為本島步兵師，並將一個實兵步兵營改為基幹營，以平衡警備部隊納編後增加的全軍總員額。
- 1984年7月1日，實施鵬程四號專案，警備總部第三總隊寄編為陸軍269師808旅（三個大隊改為步兵第十、十一、十二營），一切任務同前，於駐地繼續海岸警戒任務。
- 1985年4月12日，執行「長泰一號」演習，歷時七晝夜與海軍陸戰隊陸戰第六六師實兵對抗，由彭育文少將[6]指揮，成功將敵軍包圍殲滅於大肚溪南岸。
- 1985年10月1日，實施永固專案，寄編的警備步兵旅、營正式納編於陸軍，寄編番號取消。但寄編於269師的花東地區警備808旅，則是就地納編於210師。
- 1986年7月1日，實施陸精五號專案，將二個實兵步兵營改編為基幹營。
- 1987年春，執行「長青一號」演習與陸軍步兵第二三四師進行師對抗(藍軍292師是主導師，292師一個旅，269師則有1、5、7這三個營參加這次師對抗...)
- 1988年4月下旬，執行「長青二號」演習與陸軍步兵第一一七師進行為期七天師對抗(藍軍269師為主導師，憲兵205指揮部兵器連+332營，暫編陸軍269師演三旅步九營，參加師對抗演習。)
- 1988年10月10日，參加光武演習建國七十七年國慶閱兵大典。
- 1989年5月7日，執行「長泰二號」演習與海軍陸戰隊陸戰第六六師（含憲兵221營+204指揮部兵器連）進行師對抗(藍軍226師為主導師，由虎嘯、龍虎、忠誠、雄獅、光華及憲兵314營+205指揮部兵器連共同組成藍軍）。
- 1989年6月，實施陸精六號專案，將1980年因陸精一號專案解編的步兵師戰車營，再次編成第269師戰車788戰車營（由步九營改編）。
- 1991年6月6日，執行「長青三號」演習國軍史上末代南北師對抗，歷時六晝夜與海軍陸戰隊陸戰第九九師實兵對抗，由馮滇生少將指揮。
- 1992年8月1日，國防部新成立「軍管區司令部兼海岸巡防司令部」，接收原來警備總司令部的動員與海防業務，陸軍也移交海防給海岸巡防司令部。同時實施「忠愛專案」，將陸軍的117、168、269及292師部分改編為海巡部隊。1993年2月起，步兵269師806旅改編為海巡部第八指揮部(海巡八指部)，所轄的步兵第1、3、6營改編為八指部第一、二、三中隊，由台中移防花東交接花防部的海防任務。
- 1993年，因編制改革需要，改編爲後備動員師，僅保留師部而無實兵。788戰車營撤編。

### 精實時期
- 2000年6月1日，精實案生效，於桃園醬油廠旁邊改編為陸軍摩托化步兵二六九旅，首位旅長王國強少將。
- 2000年12月19日，國防部為驗證新編成摩托化步兵旅戰力，以陸軍摩托化步兵第二六九旅第二營（時任營長張俊達少校）為主體，進行為時兩天一夜的「雄獅操演」。
- 2001年2月19日，為鍛練部隊官兵長距離行軍能力及戰鬥技能，以摩步第三營編成營特遣隊，以行軍訓練結合作戰任務方式，繼續為強化部隊戰力做準備。在為期一個月的露營訓練中，參演官兵必須全副武裝加野戰背包，採徒步行軍方式，自樹林光華營區出發，行經龍潭凌雲崗營區、竹南斗煥坪營區、新竹湖口營區、桃園濱海營區等地，再折返光華營區，全程約二百五十公里。當日特別邀請四十九師師長嚴德發少將，對參演官兵實施行前校閱及精神講話。
- 2003年5月，接獲陸軍第六軍團指揮部（北部地區）命令，調派旅上各營連偵消裝備、車輛、人員由摩步五營營長為帶隊官編組防疫部隊，配合33化兵群進駐台北市，協助地方政府進行大規模社區環境消毒及噴灑防SARS藥物，徹底杜絕社區感染。
- 2004年11月8日，陸軍大部隊實兵對抗中斷數年，旅級部隊對抗恢復實兵舉行。這也是國軍精實案後首次大規模實兵旅對抗。由 陸軍第八軍團指揮部（南部地區）納編相關單位編成統裁部和操演部隊，執行「長勝八號」操演，與陸軍摩托化步兵第二OO旅對抗，歷時五天四夜，由鍾傳濤少將指揮。

### 精進（精粹）時期
- 2005年7月1日，精進案生效，與陸軍裝甲步兵三五一旅併編為陸軍機械化步兵二六九旅。
- 2007年10月，參加同慶演習雙十國慶閱兵大典。
- 2010年12月5日，由 陸軍第八軍團指揮部（南部地區）納編相關單位編成統裁部和操演部隊，執行「長勝十三號」操演，與陸軍機械化步兵第二OO旅對抗，歷時五天四夜跨作戰區演習。
- 2013年7月4日，發生洪仲丘事件，8月由廖建興少將接任旅長。
- 2015年5月，執行三軍聯合作戰訓練測考104-5號操演進行旅帶營地空整體作戰演訓。
- 2017年10月30日，由 陸軍第十軍團指揮部（中部地區）納編相關單位編成統裁部和操演部隊，執行「長青十六號」操演，與裝甲五六四旅對抗，歷時七天六夜。
- 2018年下半年已開始著手計畫營舍整建計畫，預計2020年可以結束。
- 2018年6月，執行漢光三十四號演習全國實兵防衛作戰演訓。
- 2018年9月，機步一營、戰車營執行三軍聯合作戰訓練測考107-7、8號操演進行旅帶營地空整體作戰演訓。

### 聯合兵種時期
- 2020年4月16日，旅部連黃志劼中尉（保養排二級廠廠長），因疑似部隊高層與士官多人集體霸凌，於該日下午被同袍發現在中正堂2樓自縊。4月29日，因疑似凌虐部屬致死，國防部令269旅後勤副旅長、後勤科科長、旅部連連長、暫停現有職務並接受調查。5月7日，269旅旅長（少將）、政戰主任（上校）因中尉排長黃志劼自縊案，國防部發文將兩人調離現職。
- 2020年7月1日，各機步營編成聯合兵種作戰營簡稱聯兵營，成為基本戰鬥單位。
- 2021年1月，聯兵一營執行三軍聯合作戰訓練測考勇109-7、8號地空整體作戰操演。
- 2022年11月，聯兵三營執行三軍聯合作戰訓練測考111-7號操演。
- 2023年10月21日至27日，由 陸軍第十軍團指揮部（中部地區）納編相關單位編成統裁部和操演部隊，執行「長青十七號」操演，與海軍陸戰隊陸戰九九旅進行對抗演練，睽違六年後國軍再度舉行聯兵旅對抗，歷時七天六夜跨作戰區演習。

## 組織

### 編階
- 旅長 一位 少將
  - 副旅長 二位 上校
    - 營長 四位 中校

  - 參謀主任 一位 上校
    - 科長 六位 中校

  - 政戰主任 一位 上校
  - 旅士官督導長 一位 一等士官長

### 直屬單位
- 旅部連（高山頂營區）
- 通資作業連（高山頂營區）
- 保修連（高山頂營區）
- 工兵連（高山頂營區）

### 下轄單位
- 機械化步兵第一營（營部連+機步連x3）（高山頂營區）
- 機械化步兵第二營（營部連+機步連x3）（高山頂營區）
- 機械化步兵第三營（營部連+機步連x3）（高山頂營區）
- 戰車營（營部連+戰車連×3）（金龍營區）
- 砲兵營（營部連+砲兵連×3）（高山頂營區）

### 編階
- 旅長 一位（少將）
  - 副旅長 二位（上校）
    - 營長 四位（中校）

  - 參謀主任 一位（上校）
    - 科長 六位（中校）

  - 政戰主任 一位（上校）
  - 旅士官督導長 一位（一等士官長）

### 直屬單位
- 旅部連
- 通資作業連
- 保修連
- 工兵連

### 下轄單位
- 聯合兵種一營
- 聯合兵種二營
- 聯合兵種三營（金龍營區）
- 砲兵營

## 歷任指揮官

### 大陸時期 （1945年-1948年）
| 指揮官 | 指揮官 | 指揮官                       | 指揮官              | 指揮官 |
| 歷任   | 姓名   | 任期時間                     | 備註                |        |
| ------ | ------ | ---------------------------- | ------------------- | ------ |
| 首任   | 方先覺 | 1945年1月1日–1945年4月5日    | 黃埔軍校第3期步兵科 |        |
|        | 羅友倫 | 1945年4月5日-1948年5月19日   | 黃埔軍校第7期騎兵科 |        |
|        | 戴樸   | 1948年5月19日–1949年11月26日 | 黃埔軍校第7期炮兵科 |        |
|        | 王啟瑞 | 1949年11月26日-1950年7月19日 | 黃埔軍校第7期步兵科 |        |

### 戡亂（台灣）時期 （1949年-1958年）
| 指揮官 | 指揮官 | 指揮官                   | 指揮官               | 指揮官 |
| 歷任   | 姓名   | 任期時間                 | 備註                 |        |
| ------ | ------ | ------------------------ | -------------------- | ------ |
| 第一任 | 周中峰 | 1950年7月19日–1952年11月 | 黃埔軍校第13期工兵科 |        |
|        | 何俊   | 1952年11月–1953年7月     | 黃埔軍校第7期砲兵科  |        |
|        | 俞伯音 | 1953年7月–1955年2月      | 黃埔軍校第13期步兵科 |        |
|        | 曹傑   | 1955年2月-1958年12月     | 黃埔軍校第13期步兵科 |        |
|        | 常持琇 | 1958年12月-1961年4月     | 黃埔軍校第14期砲兵科 |        |

### 前瞻時期 （1959年-1968年）
| 指揮官 | 指揮官 | 指揮官              | 指揮官                                     | 指揮官 |
| 歷任   | 姓名   | 任期時間            | 備註                                       |        |
| ------ | ------ | ------------------- | ------------------------------------------ | ------ |
| 第一任 | 袁子濬 | 1961年4月–1964年9月 | 黃埔軍校第13期步兵科                       |        |
|        | 丁恩元 | 1964年9月-1966年3月 | 黃埔軍校第13期步兵科                       |        |
|        | 馬立維 | 1966年3月–1968年7月 | 黃埔軍校第15期（成都中央軍校第15期）       |        |
|        | 宋心濂 | 1968年7月-1969年    | 黃埔軍校第16期步兵科（成都中央軍校第16期） |        |

### 嘉禾時期 （1969年-1979年）
| 指揮官 | 指揮官 | 指揮官              | 指揮官                                     | 指揮官 |
| 歷任   | 姓名   | 任期時間            | 備註                                       |        |
| ------ | ------ | ------------------- | ------------------------------------------ | ------ |
| 第一任 | 宋心濂 | 1969年-1971年3月    | 黃埔軍校第16期步兵科（成都中央軍校第16期） |        |
|        | 蕭而光 | 1971年3月–1973年5月 | 黃埔軍校第16期步兵科                       |        |
|        | 寗鴻賓 | 1973年5月–1975年8月 | 黃埔軍校第17期步兵科                       |        |
|        | 程邦治 | 1975年8月–1978年5月 | 黃埔軍校第22期步兵科（成都中央軍校第22期） |        |

### 陸精時期 （1980年-2000年）
| 指揮官 | 指揮官 | 指揮官                | 指揮官                                     | 指揮官 |
| 歷任   | 姓名   | 任期時間              | 備註                                       |        |
| ------ | ------ | --------------------- | ------------------------------------------ | ------ |
| 第一任 | 林思聰 | 1978年5月-1980年7月   | 黃埔軍校第21期戰車科（成都中央軍校第21期） |        |
|        | 戴鍔   | 1980年7月-1981年12月  | 黃埔軍校第21期（成都中央軍校第21期）       |        |
|        | 孫遼夫 | 1981年12月–1983年12月 | 陸軍官校第24期                             |        |
|        | 彭育文 | 1983年12月–1986年1月  | 陸軍官校第25期                             |        |
|        | 張清昌 | 1986年1月–1988年1月   | 陸軍官校第25期                             |        |
|        | 吳紀陞 | 1988年1月–1989年8月   | 陸軍官校第33期砲兵科                       |        |
|        | 范宰宇 | 1989年8月–1991年      | 陸軍官校第36期                             |        |
|        | 馮滇生 | 1991年–1992年         | 陸軍官校第37期砲兵科                       |        |
|        | 楊建中 | 1992年–1994年         | 陸軍官校第38期步兵科                       |        |
|        | 胡捷   | 1994年7月–年          | 陸軍官校第39期砲兵科                       |        |
|        | 廖鐵鳴 | 1996年–年             | 陸軍官校第41期                             |        |
|        | 孔繁亞 | 1997年–年             | 陸軍官校第42期                             |        |
|        | 李述湘 | 1998年–年             | 陸軍官校第41期                             |        |
|        | 郭建中 | 年–年                 | 陸軍官校第43期                             |        |
|        | 林明哲 | 年–年                 | 陸軍官校第44期                             |        |

### 精實時期 （2000年-2005年）
| 少將指揮官 | 少將指揮官 | 少將指揮官                 | 少將指揮官     | 少將指揮官 |
| 歷任       | 姓名       | 任期時間                   | 備註           |            |
| ---------- | ---------- | -------------------------- | -------------- | ---------- |
| 第一任     | 王國強     | 2000年6月1日–2002年8月1日  | 陸軍官校正47期 |            |
| 第二任     | 劉文義     | 2002年8月1日–2004年7月31日 | 陸軍官校正47期 |            |
| 第三任     | 鍾傳濤     | 2004年8月1日–2005年6月30日 | 陸軍官校正49期 |            |

### 精進（精粹）時期 （2005年-2020年）
| 少將指揮官 | 少將指揮官 | 少將指揮官                    | 少將指揮官     | 少將指揮官 |
| 歷任       | 姓名       | 任期時間                      | 備註           |            |
| ---------- | ---------- | ----------------------------- | -------------- | ---------- |
| 第一任     | 吳恩德     | 2005年7月1日–2004年9月30日    | 陸軍官校正48期 |            |
| 第二任     | 傅永明     | 2005年10月1日–2006年4月30日   | 陸軍官校正50期 |            |
| 第三任     | 馬健群     | 2006年5月1日–2008年3月15日    | 陸軍官校正52期 |            |
| 第四任     | 吳天安     | 2008年3月16日–2009年10月31日  | 陸軍官校正52期 |            |
| 第五任     | 柯永森     | 2009年11月1日–2010年12月31日  | 陸軍官校正53期 |            |
| 第六任     | 龍冠中     | 2011年1月1日–2012年9月15日    | 陸軍官校正55期 |            |
| 第七任     | 袁憲治     | 2012年9月16日–2012年10月31日  | 陸軍官校正57期 |            |
| 第八任     | 楊方漢     | 2012年11月1日–2013年7月31日   | 陸軍官校正56期 |            |
| 第九任     | 廖建興     | 2013年8月1日–2015年4月15日    | 陸軍官校正59期 |            |
| 第十任     | 劉沛智     | 2015年4月16日–2015年12月15日  | 陸軍官校正59期 |            |
| 第十一任   | 石文龍     | 2015年12月16日–2017年10月31日 | 陸軍官校正58期 |            |
| 第十二任   | 陳文星     | 2017年11月1日–2018年12月15日  | 陸軍官校正59期 |            |
| 第十三任   | 董紹明     | 2018年12月16日–2020年5月7日   | 陸軍官校正61期 |            |
| 代理       | 劉協慶     | 2020年5月8日–2020年5月31日    | 六軍團副指揮官 |            |

### 聯合兵種時期 （2020年-迄今）
| 少將指揮官 | 少將指揮官 | 少將指揮官                  | 少將指揮官     | 少將指揮官 |
| 歷任       | 姓名       | 任期時間                    | 備註           |            |
| ---------- | ---------- | --------------------------- | -------------- | ---------- |
| 第一任     | 林志穎     | 2020年6月1日–2021年3月31日  | 陸軍官校正61期 |            |
| 第二任     | 李其桓     | 2021年4月1日–2022年12月31日 | 陸軍官校專13期 |            |
| 第三任     | 朱庸邦     | 2023年1月1日–2023年12月31日 | 陸軍官校專15期 |            |
| 第四任     | 許政輝     | 2024年1月1日–2025年3月31日  | 陸軍官校正64期 |            |
| 第五任     | 董帥谷     | 2025年4月1日–迄今           | 陸軍官校正66期 |            |

## 雄獅部隊隊歌
雄獅 雄獅 看我雄獅勇士 百戰百勝我武威揚

昆明成軍 遼陽蕩寇 平津殺敵 金門大捷威名揚

百戰雄獅 守護萬民家邦 偉哉雄獅 捍衛中華民國國疆

當戰鬥號角響 我雄獅奮起昂揚 建樹彪炳戰功貫穿敵人胸膛

雄獅勇猛頑強 雄獅定國安邦 雄視八方 四海名揚

## 隊徽含義
盾牌形，代表機械化步兵旅，象徵雄獅部隊全體官兵上下一心，團結一致，固若金湯以捍衛國家，以國之干城為職志。

獅頭圖騰，係傳承雄獅部隊驍勇善戰、百折不撓之精神。

獅吼圖樣，代表軍人雄壯威武與勇敢果決。

隊徽底色為紅、黃、藍三色，除繼承裝甲兵的誠、熱、愛精神，並代表步戰砲協同作戰之特性。